# 2376 Martynov
A 2376 Martynov (ideiglenes jelöléssel 1977 QG3) egy kisbolygó a Naprendszerben. Nyikolaj Sztyepanovics Csernih fedezte fel 1977. augusztus 22-én.